# Synagoga Talmud Tora w Krakowie
Synagoga Talmud Tora – dawna synagoga znajdująca się w Krakowie w kamienicy przy ulicy Estery 6 na rogu z ulicą Warszauera, na Kazimierzu.
Kamienicę projektował Leopold Tlachna w 1909 roku.
Synagoga została założona w okresie międzywojennym, w jednym z pomieszczeń szkoły religijnej Talmud Tora. Była przeznaczona głównie dla uczniów i nauczycieli, ale pewnie korzystali z niej okoliczni mieszkańcy.
Podczas II wojny światowej synagoga została zdewastowana przez Niemców. Po wojnie działały w niej przychodnie lekarskie. Obecnie (rok 2022) w kamienicy znajduje się hotel „Estera”.